# Порту-Моніш
По́рту-Моні́ш (порт. Porto Moniz; МФА: [ˈpoɾ.tu mu.ˈniʃ], По́рту-Муні́ш) — муніципалітет і містечко в Португалії, в автономному регіоні Мадейра. Розташований на острові Мадейра в Атлантичному океані, на теренах історичної португальської провінції Мадейра. Належить до Фуншальської діоцезії Католицької церкви в Португалії. Права міського самоврядування має з 1835 року. Поділяється на 4 парафії.  Площа муніципалітету — 82,93 км², населення муніципалітету — 2711 ос. (2011); густота населення — 32,69 осіб/км²
. Патрон — Діва Марія. Святковий день муніципалітету — 22 липня. Поштовий індекс — 9270.  Код місцевої адміністративної одиниці — 3006. Складова статистичного регіону Мадейра.

## Географія
Порту-Моніш розташована на північному заході острова Мадейра в Атлантичному океані.
Порту-Моніш на заході та півночі — омивається Атлантичним океаном, на сході межує з муніципалітетом Сан-Вісенте, на південному сході — з муніципалітетом Понта-ду-Сол та на півдні й південному заході — Кальєта. Є найвіддаленішим селищем від столиці автономії — міста Фуншала (близька 35 хвилин автомобільним транспортом).
За колишнім адміністративним поділом (до набуття Мадейрою статуту автономії у 1976 році) селище входило до складу Фуншальського адміністративного округу.

## Історія
Муніципалітет було засновано у 1835 році. Протягом свого існування муніципалітет Порту-Моніш декілька разів зазнавав адміністративно-територіальної реформи.

## Населення
| Кількість мешканців | Кількість мешканців | Кількість мешканців | Кількість мешканців | Кількість мешканців | Кількість мешканців | Кількість мешканців | Кількість мешканців | Кількість мешканців | Кількість мешканців | Кількість мешканців | Кількість мешканців | Кількість мешканців | Кількість мешканців | Кількість мешканців | Кількість мешканців |
| ------------------- | ------------------- | ------------------- | ------------------- | ------------------- | ------------------- | ------------------- | ------------------- | ------------------- | ------------------- | ------------------- | ------------------- | ------------------- | ------------------- | ------------------- | ------------------- |
| 1864                | 1878                | 1890                | 1900                | 1911                | 1920                | 1930                | 1940                | 1950                | 1960                | 1970                | 1981                | 1991                | 2001                | 2011                |                     |
| 3 778               | 4 544               | 4 265               | 4 206               | 4 404               | 4 594               | 5 068               | 6 175               | 6 422               | 5 917               | 4 480               | 3 963               | 3 432               | 2 927               | 2 711               |                     |

## Парафії
1. Ашадаш-да-Круж (порт. Achadas da Cruz)
2. Порту-Моніш (порт. Porto Moniz)
3. Рібейра-да-Жанела (порт. Ribeira da Janela)
4. Сейшал (порт. Seixal)

## Економіка
В економіці муніципалітету домінує первинний сектор економіки, що представлений сільським господарством. Значна частина його території є гористою, де зосереджене тваринництво. Розвинені рибальство і торгівля. Основним видом транспорту є автобуси і таксі.

## Туризм
Значною популярністю серед туристів користується Акваріум Мадейри (порт. Aquário da Madeira), відкритий у 4 вересня 2005 року. Особливістю цього акваріума є те, що він був побудований на місці колишньої фортеці Сан-Жуау-Батішта при повному збереженні зовнішнього вигляду останньої. Зведена у 1730 році фортеця упродовж багатьох років слугувала для захисту від атак з боку піратів, що на той час були частими оскільки порт селища розташований на півночі острова був менш захищеним у порівнянні з південним узбережжям Мадейри. Таке оригінальне рішення побудувати акваріум на місці занедбаної фортеці було прийнято муніципальною палатою Порту-Моніж ще у 1998 році. Сьогодні акваріум нараховує 11 акваріумів з понад 70 видами риб і тварин, причому найбільший акваріум має вмістимість 500 тис. літрів. Вартість квитка для дорослих до акваріума становить 7 євро.
Водоспад «Веу-да-Нойва» (порт. Cascata Véu da Noiva) є найвищим водоспадом острова і також користується великою популярністю серед туристів Мадейри. Знаходиться на північному узбережжі острова на території муніципальної громади Сейшал. «Веу-да-Нойва» у перекладі на українську мову означає «вуаль нареченої». Іншими цікавими місцями муніципалітету є тематичний парк, канатна дорога «Ашадаш-да-Круж», природні басейни та ліси лаурісілви.

## Галерея

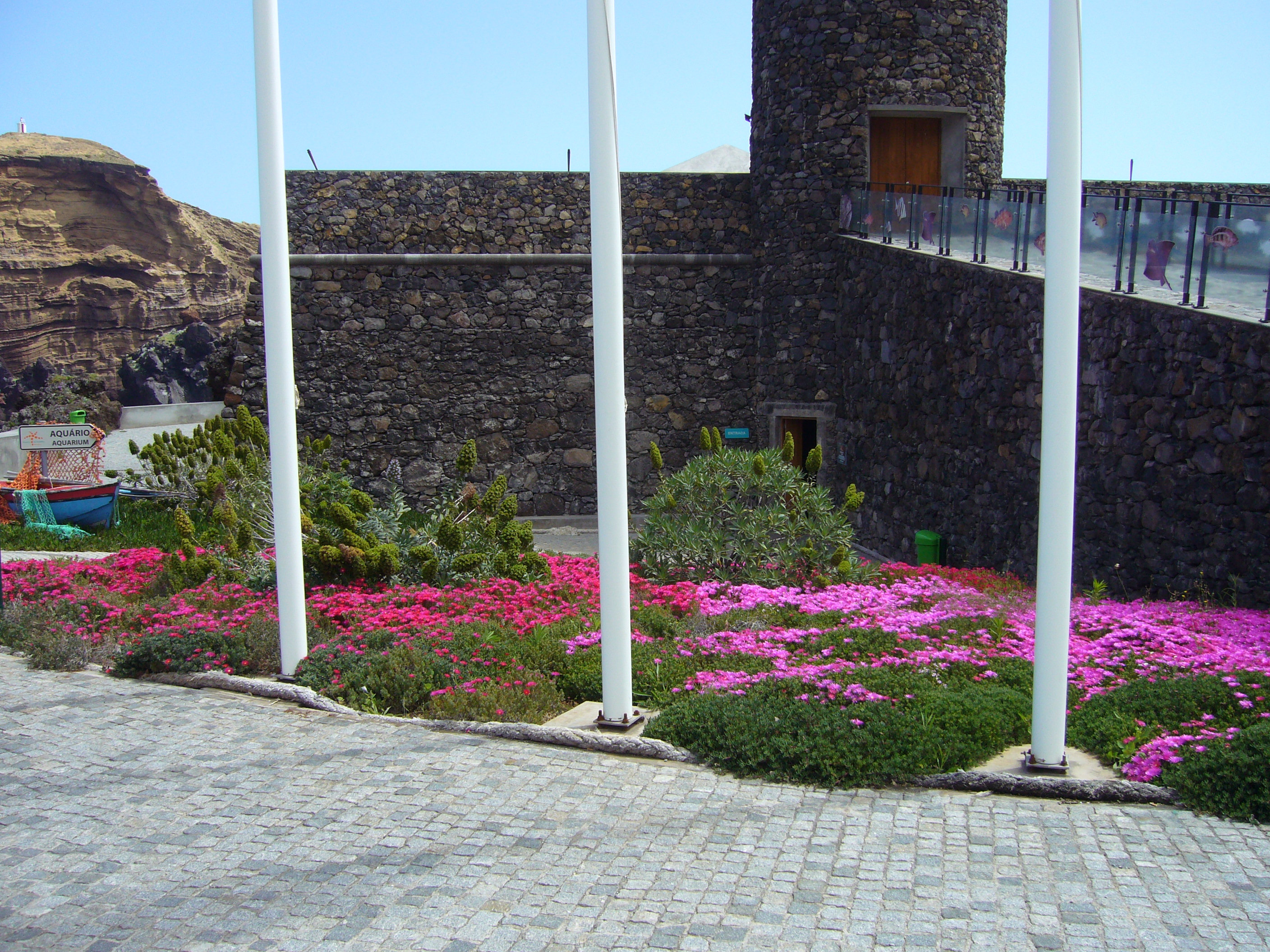
Зовнішній вигляд Акваріума Мадейри
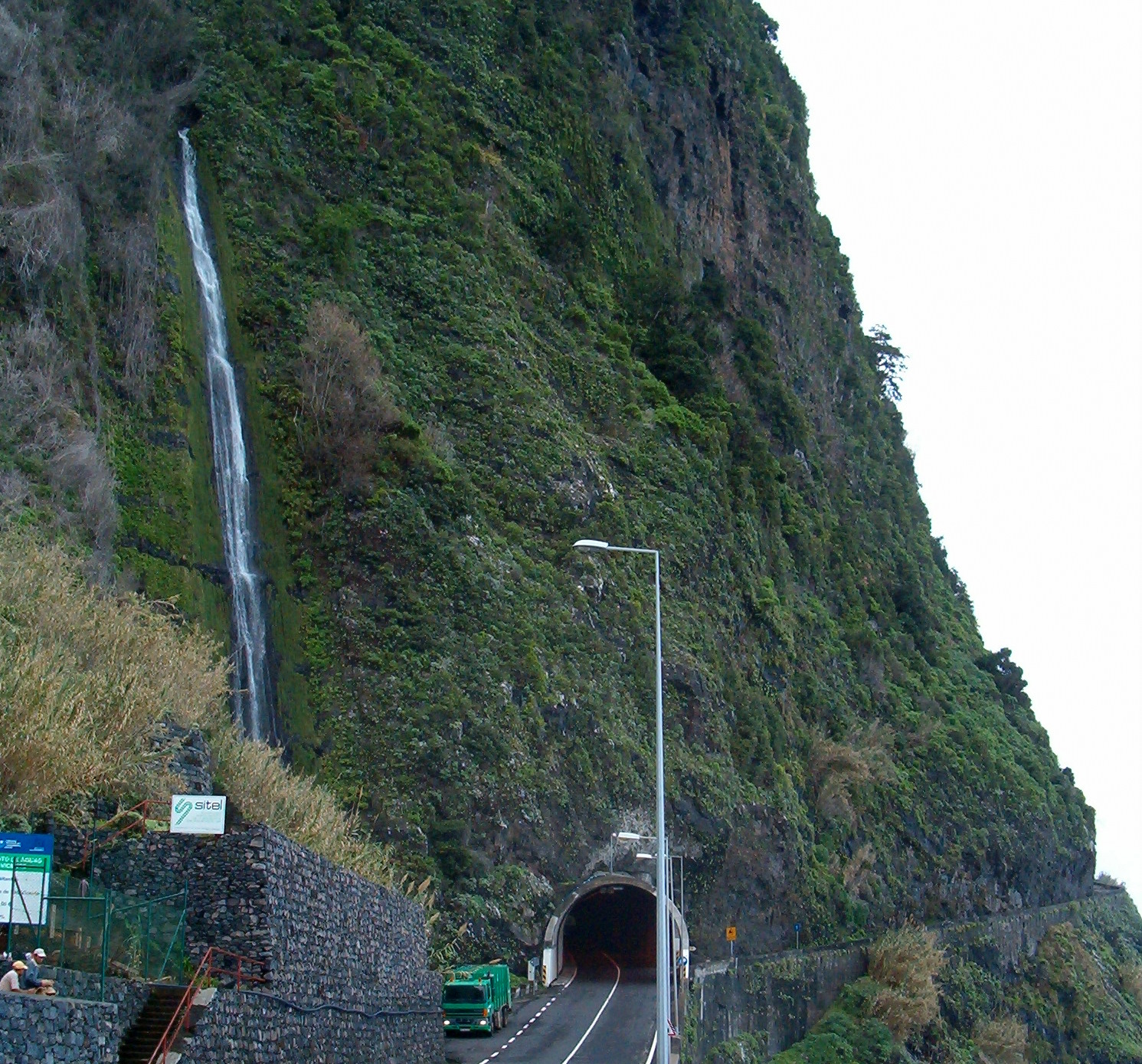
Водоспад «Вуаль нареченої» (ліворуч)
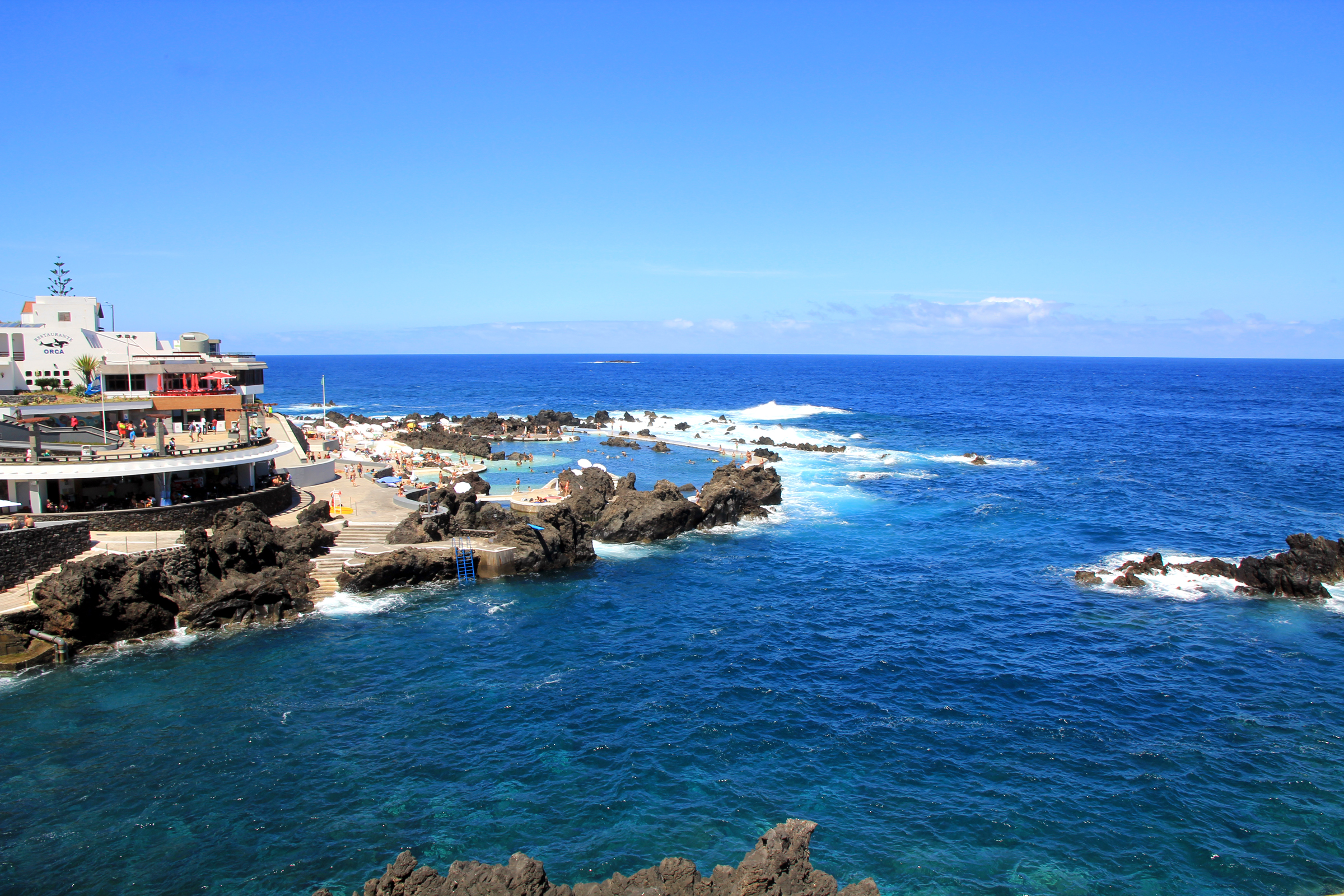
Вигляд природних басейнів
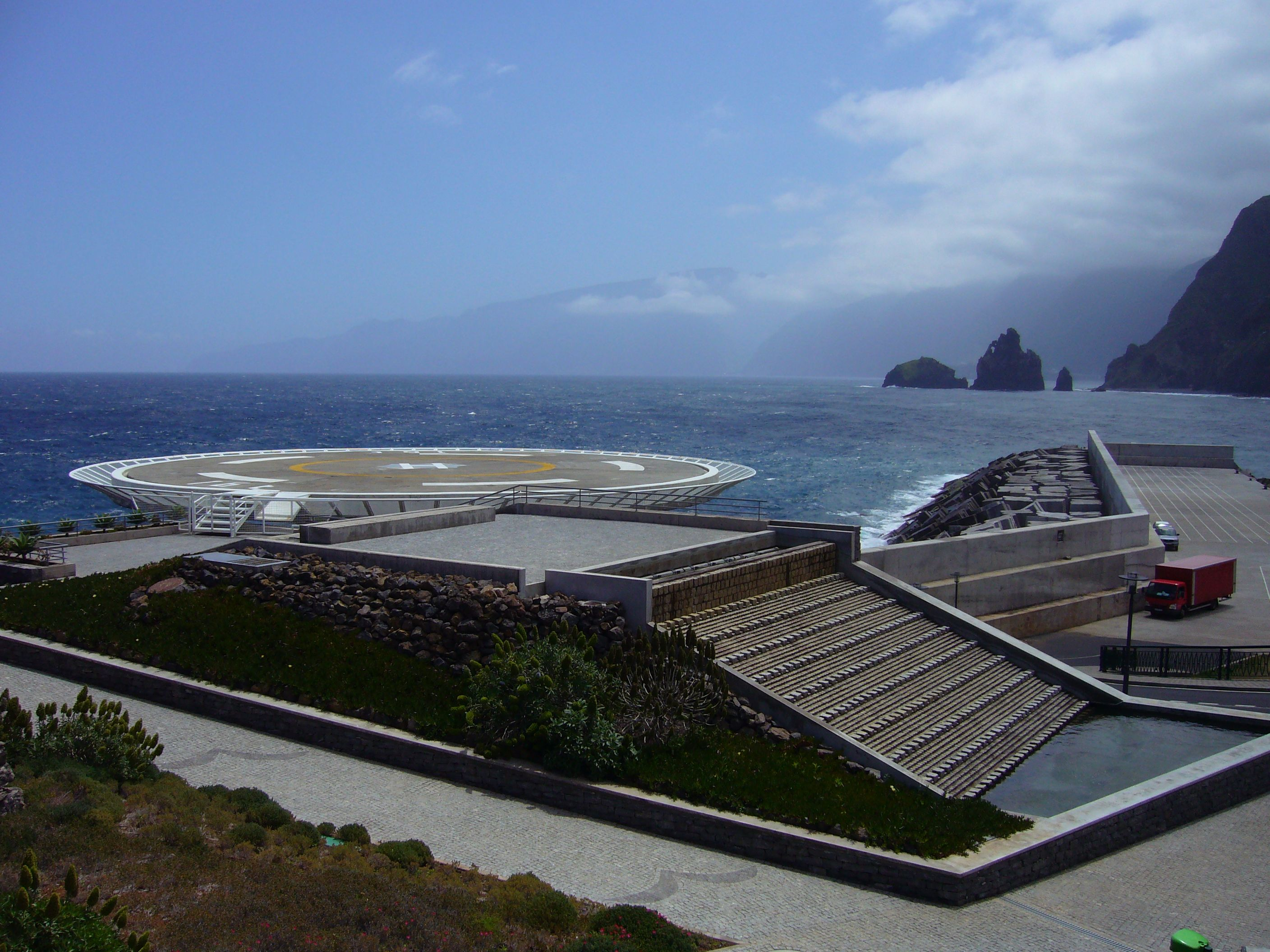
Посадковий майданчик для гелікоптерів